# Magoo’s Puddle Jumper
Magoo’s Puddle Jumper ist ein US-amerikanischer Zeichentrick-Kurzfilm von Pete Burness aus dem Jahr 1956.

## Handlung
Der extrem kurzsichtige Mister Magoo kauft bei einem Autohändler einen „neuen Gebrauchten“, auch wenn sein Neffe Waldo ihn von diesem Fehlkauf abhalten will, handelt es sich doch um einen heruntergekommenen Oldtimer. Magoo fährt den Wagen zunächst eine Weile rückwärts, bevor er ihn vorwärts unter anderem durch einen Eckladen fährt. Einen Verkehrspolizisten, der ihn daraufhin verfolgt und auffordert, das Auto an den Straßenrand zu lenken und anzuhalten, ignoriert der Alte. Stattdessen fährt er einen Pier herunter und landet auf dem Meeresboden.
Trocken im Inneren sitzend, kommentiert Mr. Magoo das scheinbar extrem regnerische Wetter, die Fische, die er für Autos hält und überhaupt seine heruntergekommene Heimatstadt. Als eine Robbe ständig die außen hängende Hupe betätigt und Mr. Magoo den Störenfried zur Rede stellen will, dringt Wasser ins Auto. Mr. Magoo fährt unbewusst zurück zum Pier und erneut durch den Eckladen, sodass der Verkehrspolizist ihn ein zweites Mal zur Rede stellt und ihn auffordert, die Scheibe herunterzukurbeln. Mr. Magoo kommt dem nach und der Polizist wird von der austretenden Wassermenge zu Boden geworfen. Den Polizisten, der nun in einer Wasserlache auf dem Boden liegt, weist Mr. Magoo nun zurecht: Solange er seiner Körperhygiene nicht nachkomme, werde er nicht mit ihm sprechen. Mr. Magoo fährt davon, während der Polizist vergeblich versucht, sein Motorrad zu starten.

## Produktion
Magoo’s Puddle Jumper kam am 26. Juli 1956 in Technicolor und Cinemascope in die Kinos.
Die Filmreihe um Mr. Magoo begann 1949 mit dem Kurztrickfilm Ragtime Bear. Magoo’s Puddle Jumper war der 29. Film der Trickfilmreihe. Wie in jeder Magoo-Folge wird die Hauptperson auch in Magoo’s Puddle Jumper von Jim Backus gesprochen.

## Auszeichnungen
Magoo’s Puddle Jumper gewann 1957 den Oscar in der Kategorie „Bester animierter Kurzfilm“. Zuvor war bereits 1955 mit When Magoo Flew ein Film um Mr. Magoo mit einem Oscar ausgezeichnet worden.